# 玉置温和
玉置 温和（たまき はるかず、1895年（明治28年）8月15日 - 1947年（昭和22年）9月25日）は、大日本帝国陸軍軍人。最終階級は陸軍少将。功四級。

## 経歴
1895年（明治28年）に奈良県で生まれた。陸軍士官学校第29期、陸軍大学校第41期卒業。1939年（昭和14年）8月1日に陸軍歩兵大佐進級と同時に第5師団参謀長に着任し、1940年（昭和15年）8月に留守第4師団参謀長に転じた。1942年（昭和17年）7月18日に第2師団参謀長（第17軍）に就任し、ガダルカナル奪回作戦に出征したが、敗退した。
1943年（昭和18年）8月2日に陸軍少将進級と同時に第30歩兵団長に着任し、1944年（昭和19年）1月に保定幹部候補生隊長に転じた。1945年（昭和20年）2月12日に独立混成第96旅団長を経て、4月6日に第52軍参謀長に就任し、本土決戦に備える中で終戦を迎えた。